# Sistema de visión sintético

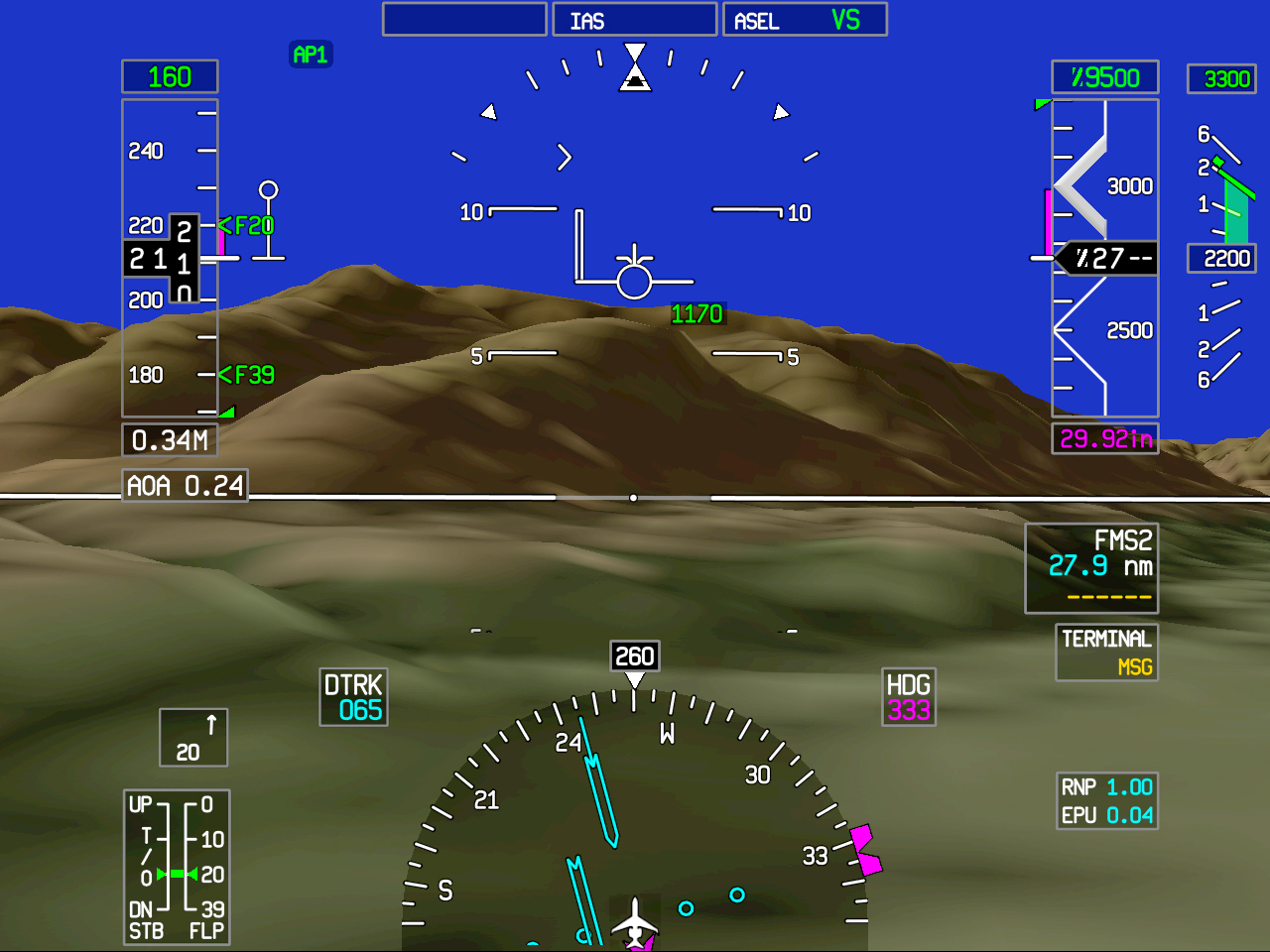
Un sistema de visión sintético moderno producido por Honeywell

Un sistema de visión sintético (SVS) es un sistema de realidad mediada por computador para vehículos aéreos, que utiliza visualización 3D para proporcionar a los pilotos un medio claro e intuitivo que ayuda en la comprensión de su entorno de vuelo.
La visión sintética es también un término genérico, para referirse a sistemas de visión por computador que utilizan métodos de inteligencia artificial para el aprendizaje basado en entornos visuales.

## Funcionalidad
La visión sintética proporciona concienciación situacional a los operadores usando bases de datos del terreno, de obstáculos, de información geo-política, hidrológica, entre otras. Una aplicación típica SVS es utilizar el conjunto de bases de datos almacenada a bordo de la aeronave, un ordenador generador de imágenes, y una pantalla. Los aspectos de navegación son obtenidos a través del uso de GPS y sistemas de referencia inercial.
Los sistemas Highway In The Sky (HITS), o Path-In-The-Sky, son a menudo utilizados para describir el camino proyectado de la aeronave en vista de perspectiva. Los pilotos adquieren retroalimentación instantánea del estado actual y futuro de la aeronave con respecto al terreno, torres, edificios y otras características del entorno.

## Nomas y estándares
- «RTCA DO-315B». IEEE. 21 de junio de 2011.
- "«ED-179B - MASP for Enhanced Vision Systems and Synthetic Vision Systems and Combined Vision Systems and Enhanced Flight Vision Systems». EuroCAE. September 2011. «ED-179B - MASP for Enhanced Vision Systems and Synthetic Vision Systems and Combined Vision Systems and Enhanced Flight Vision Systems». EuroCAE. September 2011. «ED-179B - MASP for Enhanced Vision Systems and Synthetic Vision Systems and Combined Vision Systems and Enhanced Flight Vision Systems». EuroCAE. September 2011.". «ED-179B - MASP for Enhanced Vision Systems and Synthetic Vision Systems and Combined Vision Systems and Enhanced Flight Vision Systems». EuroCAE. September 2011.. Septiembre 2011.